# Fritz Wachtmeister
Fredricus (Fritz) Wachtmeister af Björkö, född i juni 1646 i Stockholm, död i augusti 1723 i Reval, Livland, var en svensk friherre och general.

## Biografi
Fritz Wachtmeister blev löjtnant vid Österbottens regemente 1667, men övergick fyra år senare till kavalleriet. Han blev 1674 ryttmästare och 1676 överstelöjtnant vid Riksänkedrottningens livregemente till häst. Åren 1676–1678 deltog Wachtmeister som chef för regementet i skånska kriget och slaget vid Lund. Han ledde ett lyckat utfall ur det av danskarna belägrade Malmö i juli 1677. Samma år blev Wachtmeister överste vid Nylands och Tavastehus läns kavalleriregemente. Han följde med fältmarskalken friherre Henrik Horn vid dennes expedition till Preussen 1678–1679. Expedition blev ett fiasko och de svenska trupperna fick retirera till Riga. Wachtmeister anklagades som skyldig för misslyckandet, men friades i den följande rättegången.
Wachtmeister var chef för Karelska kavalleriregementet 1682–1695, en post han visade sig vara mindre lämplig på. Hans ”bristande personliga auktoritet, obalanserade lynne och dåliga ordningssinne” ledde till konflikter med såväl kung Karl XI som sina underordnade. Med anledning av detta förflyttades Wachtmeister till den mindre krävande positionen som chef för de svenska, finska och estländska adelsfanorna.
I det stora nordiska kriget bidrog hans ”svaghet och försumlighet” till nederlaget vid Slaget vid Errastfer år 1701. I samband med Slaget vid Wesenberg år 1704 tillfångatogs han vid Loop. Wachtmeister satt i ryskt fångenskap i åtta år innan fick resa till Sverige 1712 för ett fångbyte mot ryska generalen Avtonom Golovin. Fångbytet blev aldrig av, men Wachtmeister stannade likväl kvar i Sverige efter inrådan av prinsessan Ulrika Eleonora. 1717 utnämndes han till generalmajor av kavalleriet och fick avsked 1719. Kvar i Ryssland fanns fyra svenska officerare som hölls som borgenmän. Efter påtryckningar från deras anhöriga tvingades den då 74-åriga Wachtmeister återvända till Ryssland 1720 så att de kunde släppas fria. Väl där frigavs han av tsar Peter den store och beviljades respass till Estland. Efter freden 1721 blev Wachtmeister rysk medborgare och dog två år senare i nuvarande Tallin.

## Familj
Fritz Wachtmeister tillhörde den friherrliga ätten Wachtmeister af Björkö, nr 31. Han var son till generalen friherre Hans Wachtmeister af Björkö och friherrinnan Agnes Margareta von Helmstedt. Han var vidare bror till amiralen greve Hans Wachtmeister, fältmarskalken greve Axel Wachtmeister och generalen friherre Blechardt Wachtmeister. Han gifte sig första gången 27 juli 1675 på Skällinge med friherrinnan Charlotta Sibilla Leijonsköld, som dog redan året därpå; hon var dotter till lagmannen friherre Augustin Leijonsköld och Barbara Veronika Sibilla Moser von Filseck. Han gifte senare om sig omkring 1683 med friherrinnan Margareta Elisabet Taube af Karlö, som var dotter till landshövdingen friherre Bernt Taube af Karlö och Elisabet Dorotea von Engdes. I andra giftet föddes två döttrar.